# 淞虹路駅
淞虹路駅（しょうこうろ-えき）は、中華人民共和国上海市長寧区に位置する、上海地下鉄2号線の駅である。

## 歴史
- 2006年12月30日 - 開業。
- 2013年7月 - ホームドア併用開始[1]。

## 駅構造
島式ホーム1面2線を有する地下駅。西行きの一部の列車は国家会展中心まで運行せず、当駅で東方面（浦東1号2号航站楼方面）に折り返す。出口は5箇所設けられている。
のりば
| 西行き | 2号線 | 虹橋火車站・国家会展中心方面 |
| 東行き | 2号線 | 広蘭路・浦東1号2号航站楼方面 |

## 駅周辺
- 東華大学
- 新涇公園
- 新涇中学
- 淞虹路小学
- 世紀之春小区

### バス
74、74B、74区間（華新鎮-金鐘路福泉路）、141、750、808、825、836、846、855、876、1205、安虹線、新涇1路

## 隣の駅
上海地下鉄
 2号線
虹橋2号航站楼駅 - 淞虹路駅 - 北新涇駅